# Pete Willis
Peter Andrew Willis (Sheffield, 16 de fevereiro de 1960) é um músico britânico aposentado, mais conhecido como um membro original da banda de rock Def Leppard.[carece de fontes?] Ele co-escreveu muitas faixas e tocou guitarra nos quatro primeiros álbuns da banda: The Def Leppard E.P., On Through the Night, High 'n' Dry e Pyromania, que estava sendo gravado no momento de sua saída. Ele foi demitido do grupo em 1982, por problemas de alcoolismo, e foi substituído por Phil Collen.
A partir de 2003, Willis deixou o mundo da música. Ele agora dirige a sua própria empresa de gestão imobiliária em Sheffield. Em 2019, foi introduzido no Rock and Roll Hall of Fame como membro do Def Leppard.